# Sydslesvig

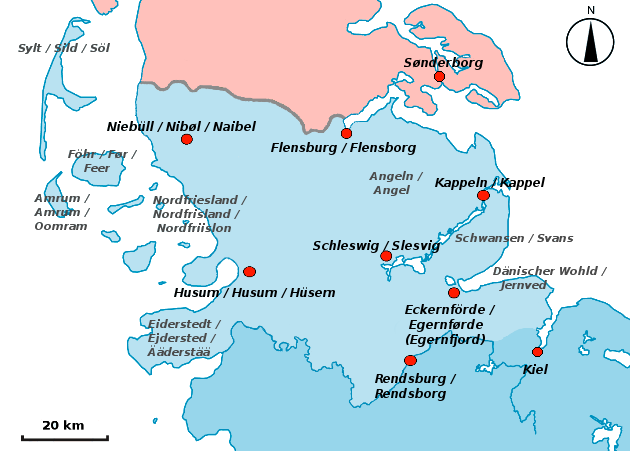
Sydslesvig med tyska, danska och nordfrisiska ortnamn

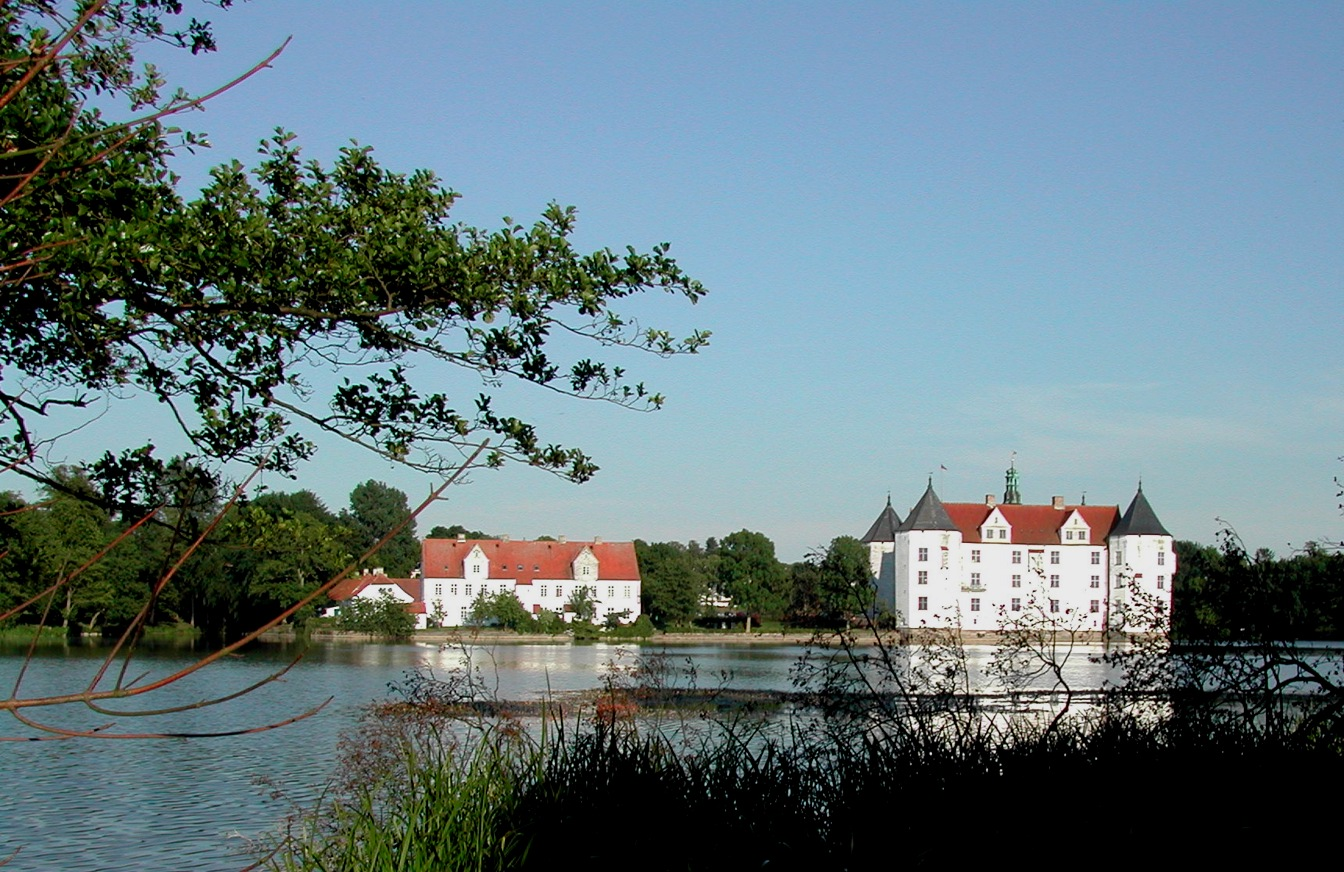
Glücksburg slott

Sydslesvig (tyska Südschleswig eller Landesteil Schleswig) är ett landområde mellan den dansktyska gränsen och floderna Eider och Levensau, inklusive de nordfrisiska öarna. Sydslesvig har omkring 500 000 invånare och utgör en femtedel av invånarna i förbundslandet Schleswig-Holstein. Den danska minoriteten i Sydslesvig utgörs av mellan 40 000 och 50 000 personer. Vid sidan av tyska talas även lågtyska, danska och frisiska. Den största staden i området är Flensburg.

## Historia
Sønderjylland uppgick under medeltiden i Hertigdömet Slesvig, som intill 1864 var en dansk förläning. Efter det dansk-tyska kriget fördes Slesvig samman med Holstein, vilket skapade Provinsen Schleswig-Holstein som införlivades i Preussen, som i sin tur blev en del av Kejsardömet Tyskland efter 1871. Före 1920 användes termen Sydslesvig endast om den sydligaste tredjedelen av Slesvig där danska inte talades, medan området kring Flensburg, Niebüll och Bredstedt, där danska talades, kallades Mellanslesvig. Området norr om den nuvarande gränsen mellan Danmark och Tyskland kallades Nordslesvig.
Efter folkomröstningen och gränsdragningen 1920 kom Nordslesvig att tillhöra Danmark, medan Sydslesvig förblev en del av Tyskland (Weimarrepubliken). Det uppstod en tysk minoritet norr om gränsen och en större dansk minoritet söder om gränsen. Efter andra världskrigets slut år 1945 strömmade stora mängder tyska flyktingar från de f.d. tyska östområdena öster om Oder–Neisse-linjen till bl.a. Schleswig-Holstein och Sydslesvig. Detta gjorde att den danska regeringen och brittiska ockupationsmakten avvisade en eventuell återförening med Danmark. De danska sydslesierna och de mer nationalistiskt lagda friserna önskade åtminstone en avskiljning från Holstein, men inte heller detta realiserades. Efter några år med nationell oro och repressalier enades danska och tyska regeringen 1955 om Köpenhamn-Bonn-avtalet, vilket säkerställde rättigheterna för minoriteterna i gränsområdet.
De dansktalande har försökt bevara sitt danska språk, men det har ändå påverkats av tyska (dialekten kallas ibland sydslesvigdanska), både vad gäller ordval, grammatik och uttal, eftersom de flesta talare är tvåspråkiga. Till exempel används regnskærm för det danska ordet paraply efter tyska Regenschirm.

## Ekonomi
Sydslesvig präglas av jordbruk och är efter tyska förhållanden ett relativt fattigt område. Under kalla kriget spelade militären en stor roll i området. Det förekommer en del turism, och främst ön Sylt präglas av massturism sommartid.
Efter att Danmark blev medlem i EU har pendling mellan Danmark och Tyskland i området blivit vanlig, och förståelsen för danska språket har ökat bland den tyskspråkiga befolkningen.

## Geografi
Viktiga städer i Sydslesvig är:
- Arnis (på danska Arnæs)
- Bredstedt (Bredsted)
- Eckernförde (Egernførde)
- Flensburg (Flensborg)
- Rendsburg (Rendsborg)
- Husum
- Kappeln (Kappel)
- Glücksburg (Lyksborg)
- Schleswig (stad) (Slesvig by)
- Tönning (Tønning)

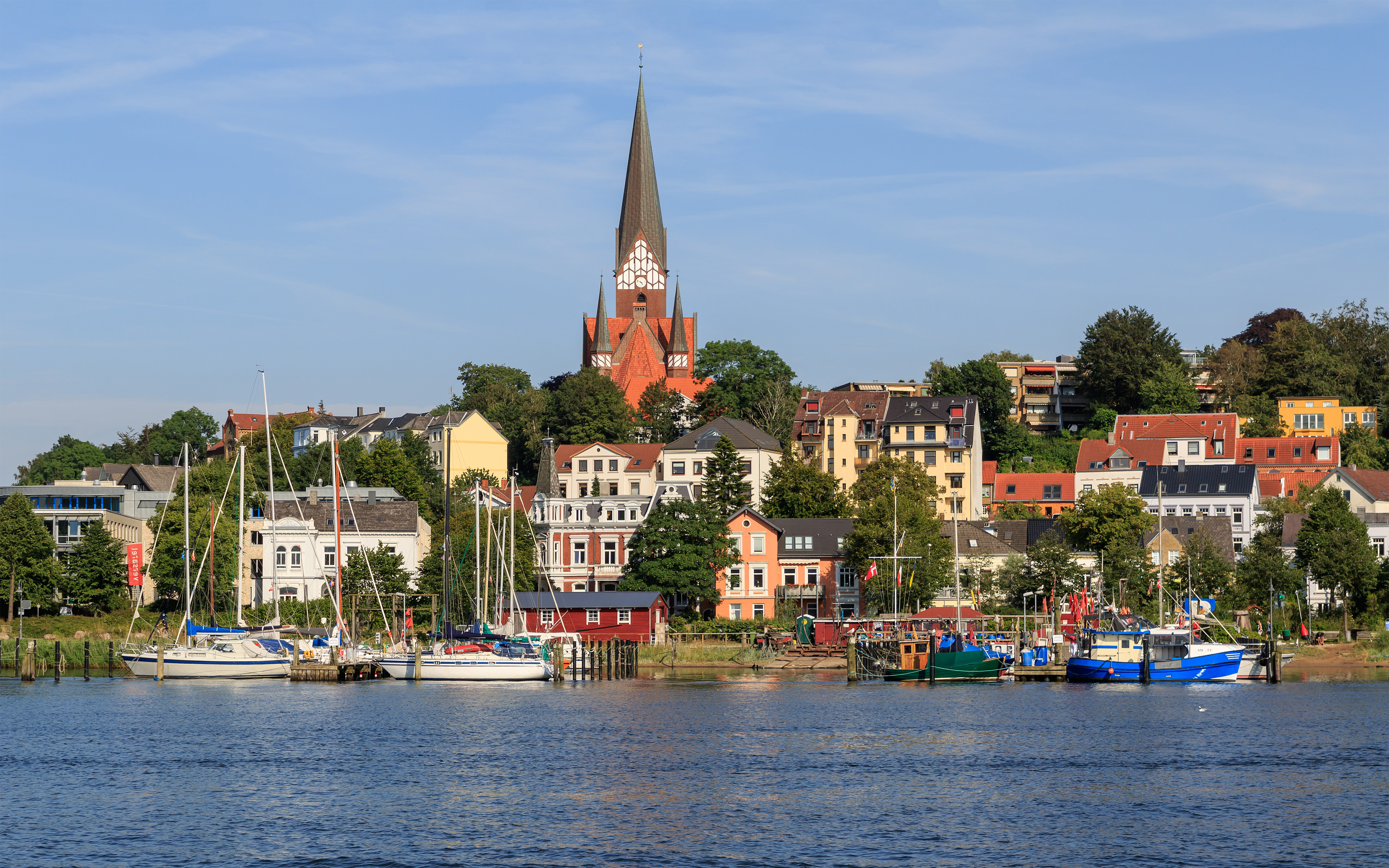
Flensburg

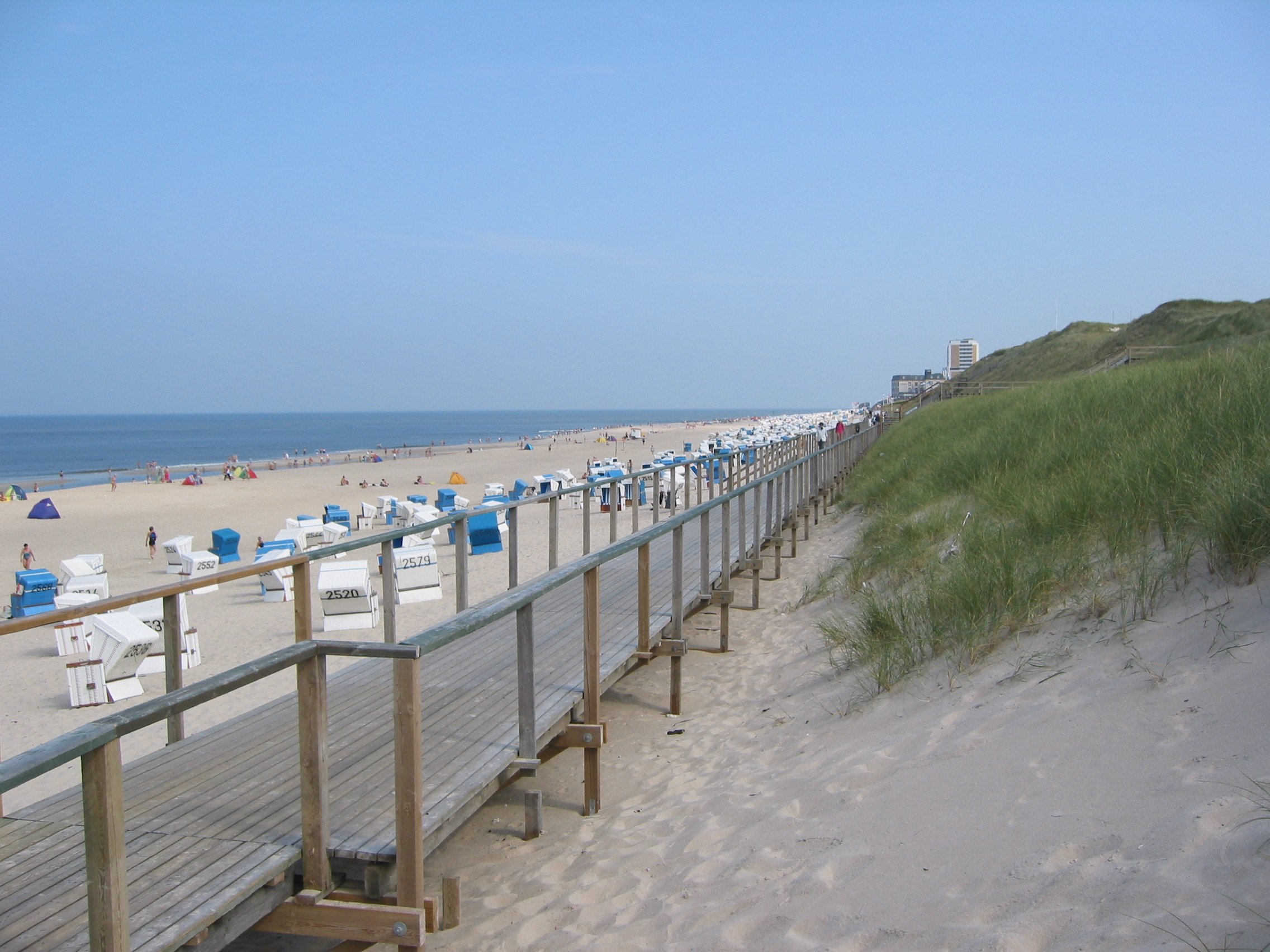
Stranden på Sylt

- Kiel (bara nordliga stadsdelen har tillhört Sydslesvig)

Öar i Sydslesvig (alla i Nordfrisland):
- Amrum
- Föhr (Før)
- Helgoland
- Nordstrand
- Pellworm (Pelvorm)
- Sylt (Sild)

Sydslesvig omfattar fyra administrativa enheter:
- Kreis Schleswig-Flensburg
- Kreis Nordfriesland
- Flensburg, kreisfri stad
- nordliga delen av Kreis Rendsburg-Eckernförde
- Kiel, kreisfri stad